# Abendklänge
Abendklänge (Harmonies du soir), WAB 110, est une pièce de caractère, qu'Anton Bruckner composa en 1866.

## Historique
Bruckner composa le 7 juin 1866 cette pièce de caractère, qu'il dédia à Hugo von Grienberger, un fonctionnaire de la cour du district. On ne sait pas quand la pièce a été exécutée,,.
Le manuscrit original archivé à l'Österreichische Nationalbibliothek. Un fac-similé en a d'abord été publié dans le Volume I, pp. 104-105 de la biographie Göllerich/Auer,. L'œuvre est publiée dans le Volume XII/7 de la Bruckner Gesamtausgabe.

## Composition
La pièce de 36 mesures en mi mineur est composée pour violon et piano. Des 36 mesures seulement 14 (mesures 17-20 et 23-32) sont interprétées par le violon.

## Discographie
Il y a trois enregistrements de Abendklänge :
- Josef Sabaini (violon), Thomas Kerbl (piano), Anton Bruckner Chöre/Klaviermusik – CD : LIVA 034, 2009
- Wolfgang Göllner (violon), Albert Sassmann (piano), 5 aus Österreich – CD : KKV Records[4]
- Alexander Knaak (violon), Daniel Linton-France (piano), Bruckner, Anton – Böck liest Bruckner II – CD : Gramola 99237, 2020

## Sources
- August Göllerich, Anton Bruckner. Ein Lebens- und Schaffens-Bild, vers 1922 – édition posthume par Max Auer, G. Bosse, Ratisbonne, 1932
- Anton Bruckner – Sämtliche Werke, Band XII/7: Abendklänge pour violon et piano, Musikwissenschaftlicher Verlag der Internationalen Bruckner-Gesellschaft, Walburga Litschauer (Éditeur), Vienne, 1995
- Cornelis van Zwol, Anton Bruckner 1824-1896 – Leven en werken, uitg. Thot, Bussum, Pays-Bas, 2012.  (ISBN 978-90-6868-590-9)
- Uwe Harten, Anton Bruckner. Ein Handbuch. Residenz Verlag, Salzbourg, 1996.  (ISBN 3-7017-1030-9).
- Crawford Howie, Anton Bruckner - A documentary biography, édition révisée en ligne